# Beccariella novocaledonica
Beccariella novocaledonica là một loài thực vật có hoa trong họ Hồng xiêm. Loài này được (Dubard) Aubrév. mô tả khoa học đầu tiên năm 1962.